# Verwaltungsverband Rosenbach
Verwaltungsverband Rosenbach – były związek gmin w Niemczech, w kraju związkowym Saksonia, w okręgu administracyjnym Chemnitz, w powiecie Vogtland. Siedziba związku znajdowała się w miejscowości Mehltheuer.
Związek gmin zrzeszał trzy gminy:
- Mehltheuer
- Leubnitz
- Syrau

1 stycznia 2011 związek rozwiązano, a jego gminy utworzyły nową gminę Rosenbach/Vogtl.